# Pseudoplon transversum
Pseudoplon transversum är en skalbaggsart som beskrevs av Dilma Solange Napp och Martins 1985. Pseudoplon transversum ingår i släktet Pseudoplon och familjen långhorningar. Inga underarter finns listade i Catalogue of Life.